# Bièvre (riu)
El Bièvre és un riu de 36 quilòmetres de la regió Illa de França que desembocava al Sena a París.
Neix a Guyancourt (Yvelines). El Bièvre entrava a París per la Potern des Peupliers (al districte 13è entre la porte de Gentilly i la porte d'Italie), serpentejant durant 5 quilòmetres pels districtes 13è i 5è abans de desembocar al Sena, a proximitat de l'Estació d'Austerlitz. El tram parisenc va ser entubat el 1912, i el tram d'Antony a Gentilly el 1951. La pol·lució industrial de les adoberies i bugaderies establertes a la riba hi evacuaven l'aigua bruta sense tractar. Havien transformat el riu en una claveguera a cel obert. Dins de París, el riu ha desaparegut completament, les aigües es van desviar cap al col·lector que vessa al Sena fora de París.
El 2003 es va llançar un pla per renaturalitzar el riu. El 2022 és van inaugurar els primers trams a Arcueil i Gentilly.

## Història
A partir del segle xi, s'hi van construir nombrosos molins d'aigua que van desaparèixer amb el temps. A mitjan segle xii, els canonges de l'abadia de Saint-Víctor de París van decidir desviar el riu del seu curs natural per regar les terres i alimentar un molí fariner. Per això hi van projectar el Canal dels Victorins.
El curs del riu es va modificar per augmentar-ne el cabal i abastir millor d'aigua els molins. Es va construir una bassa i diverses preses. La riera es va dividir: la llera original del riu esdevé la Bièvre morte i el curs artificial, la Bièvre vive. Des del parc Kellermann (13è) fins a la cruïlla dels carrers Pascal (13è i 5è districte) i Claude-Bernard (5è districte), discorrent en una llera artificial situat entre un i tres metres més alt que el recorregut del riu original.
Un rastre de l'antiga presència n’és la rue de la Glacière com a record de l’antic camí de del pou de glaç que conduïa a Gentilly. El fet és que al barri de la Butte aux Cailles, on hi havia les antigues explotacions d'argila, adoberia i comerç de teixits eren sovint envaïdes pel Bièvre. A l'hivern, aquesta aigua estancada es congelava i el gel tallat en pans s'emmagatzemava en pous de glaç. Conservat gràcies a capes de palla, es feia servir l'estiu per fer sorbets i begudes fresques.